# Катал мак Муиргиусса
Катал мак Муиргиусса (др.‑ирл. Cathal mac Muirgiussa; умер в 839) — король Коннахта (833—839) из рода Уи Бриуйн.

## Биография
Катал был одним из сыновей правителя Коннахта Муиргиуса мак Томмалтайга, умершего в 815 году. Он принадлежал к септу Сил Муйредайг, одной из частей Уи Бриуйн Ай. Земли Уи Бриуйн Ай находились на равнине Маг Ай, располагаясь вокруг древне-ирландского комплекса Круахан.
Катал мак Муиргиусса взошёл на престол Коннахта в 833 году, после смерти своего дяди Диармайта мак Томмалтайга. В его правление возобновились нападения викингов на коннахтские земли. В 836 году норманны жестоко опустошили все земли между Шанноном и западным побережьем Ирландии, а в 838 году в сражении с норвежцами погиб брат короля Коннахта Маэл Дуйн.
В 837 году король Мунстера Федлимид мак Кримтайнн в очередной раз вторгся в Коннахт и разорил земли небольшого королевства Уи Мане. Однако затем Катал мак Муиргиусса одержал над мунстерским войском победу в долине Маг Ай (в современном графстве Роскоммон) и вынудил короля Фидлимида возвратиться в его владения.
Катал мак Муиргиусса умер в 839 году, после чего на престол Коннахта взошёл его дальний родственник Мурхад мак Аэдо из Сил Катайл.